# HMS Troubridge (R00)
Pour les autres navires du même nom, voir HMS Troubridge.
Le HMS Troubridge est un destroyer de la classe T de la Royal Navy.

## Histoire
En 1943, le Troubridge est envoyé en mer Méditerranée pour des missions d'éclairage pour les principales unités navales. Il sert ainsi pour les croiseurs Aurora, Newfoundland, Orion, Penelope et Euryalus, en conjonction avec les destroyers de la Mediterranean Fleet et les vedettes-torpilleur pour la reddition de Pantelleria le 10 mai 1943. Il soutient les offensives contre les navires italiens, la défense anti-aérienne et le débarquement en Italie. Il contribue aussi à couler le sous-marin allemand U 407, en compagnie du Terpsichore (en) et du navire polonais ORP Garland.
En 1944, le Troubridge est transféré dans la British Pacific Fleet, prenant part à l'opération Inmate dans les îles Truk. Il revient à Portsmouth en 1946.
Après la Seconde Guerre mondiale, le Troubridge remplace le Saumarez comme navire de tête de ce qui deviendra la 3e escadre (en) en mer Méditerranée puis retourne à Chatham le 16 août 1949, où il est mis en réserve dans les chantiers navals.

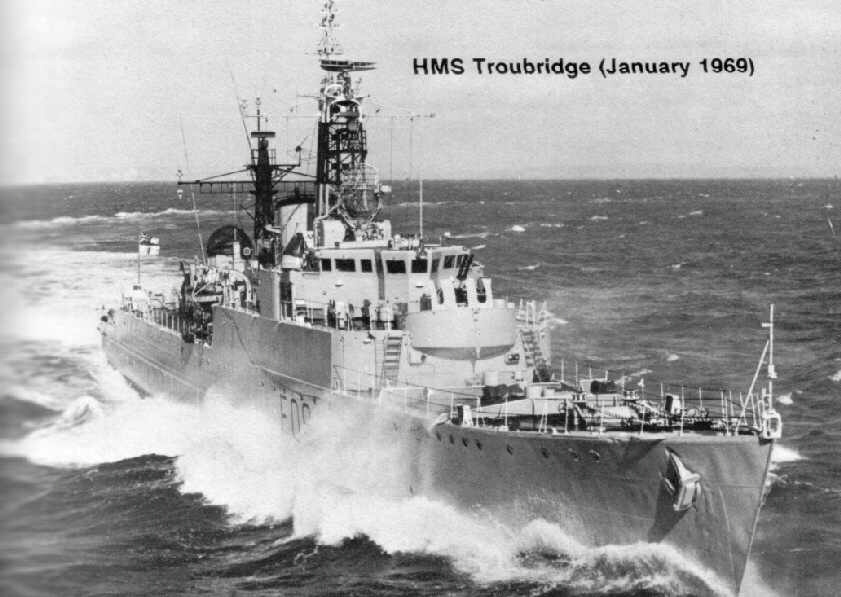
Le Troubridge converti en frégate en janvier 1969.jpg

Entre 1955 et 1957, il est converti en frégate type 15 (en) par J. Samuel White. Il est ensuite placé dans la 8e escadre (en), au sein de la North America and West Indies Station.
Le 15 mars 1963, il part de Portsmouth à Malte pour de nouveaux travaux. Le 7 septembre 1964, il est transféré dans la 27e escadre d'escorte avec les destroyers Galatea, Agincourt et Carysfort (en).
Le Troubridge est retiré le 29 mars 1969 à Chatham. Il est vendu pour la démolition le 5 mai 1970 à John Cashmore Ltd.